# Рудь (Житомир)
«Рудь»  — український футбольний клуб з міста Житомир.

## Історія
Футбольна команда «Рудь» (Житомир) була заснована на рубежі XX та XXI століть та представляла місцевий завод з виробництва молочних продуктів з аналогічною назвою «Рудь». Команда виступала в чемпіонаті та кубку Житомирської області, а в 2002 році взяла участь в Кубку України серед аматорських команд. Потім продовжив виступати в регіональних турнірах, допоки клуб не розформували.

## Досягнення
- Кубок України серед аматорів
  -  Фіналіст (1): 2002

- Чемпіонат Житомирської області
  -  Чемпіон (2): 2000, 2001
  -  Срібний призер (1): 2002

- Кубок Житомирської області
  -  Фіналіст (1): 2001, 2002

## Відомі гравці
- / Ігор Василишин
- / Сергій Гвоздь
- Олександр Добровинський

## Відомі тренери
- Віктор Шиманський (2000—2002)